# Ford Fusion
La Ford Fusion è un'autovettura prodotta dalla casa automobilistica statunitense Ford dal 2002 al 2012. Nonostante abbia lo stesso nome di un altro modello Ford venduto in America nello stesso periodo, non ha nulla in comune con quest'ultimo.

## Caratteristiche
Presentata nel 2002, la Fusion ha trovato in Europa una collocazione intermedia tra le autovetture del segmento B e quelle del segmento C. Nella gamma Ford, la Fusion si colloca quindi al di sopra della Fiesta (dalla quale deriva) e al di sotto della Focus. Il veicolo racchiude in sé alcuni aspetti tipici delle piccole berline, delle monovolume e dei piccoli SUV, diventando ciò che Ford definisce un "Urban Activity Vehicle".
Rispetto alla Fiesta, la Fusion dispone di un abitacolo più spazioso, con un tetto alto e una seduta rialzata, e di un allestimento a cui sono state fatte però critiche sulla monotona colorazione dei rivestimenti e sui sedili poco avvolgenti. Grazie alla sua struttura, anche il bagagliaio risulta essere molto più capiente di quello della Fiesta.
Sotto il punto di vista della sicurezza sono presenti fino a 6 airbag (opzionali quelli laterali) e freni dotati di ABS. Non è di serie l'impianto antisbandamento ESP.
Sul mercato europeo la Fusion deve confrontarsi con vari modelli della stessa tipologia tra i quali si possono citare la Renault Modus, la Hyundai Matrix e la Nissan Note.
Interessante la possibilità - in alcuni allestimenti - di collocare al centro del divanetto posteriore un vano portaoggetti/portalattine con sportellino rivestito in pelle (tale vano può essere quindi utilizzato anche come poggiabraccia dai passeggeri posteriori). In caso di necessità, è possibile rimuovere tale unità e ricollocare la seduta centrale posteriore.
Una versione adattata per il fuoristrada leggero è stata chiamata Ford EcoSport e viene prodotta in Brasile e venduta in tutta l'America Latina. L'EcoSport possiede un'altezza da terra incrementata, sospensioni da fuori strada, ruote più grosse e paraurti in plastica.

### Restyling 2006

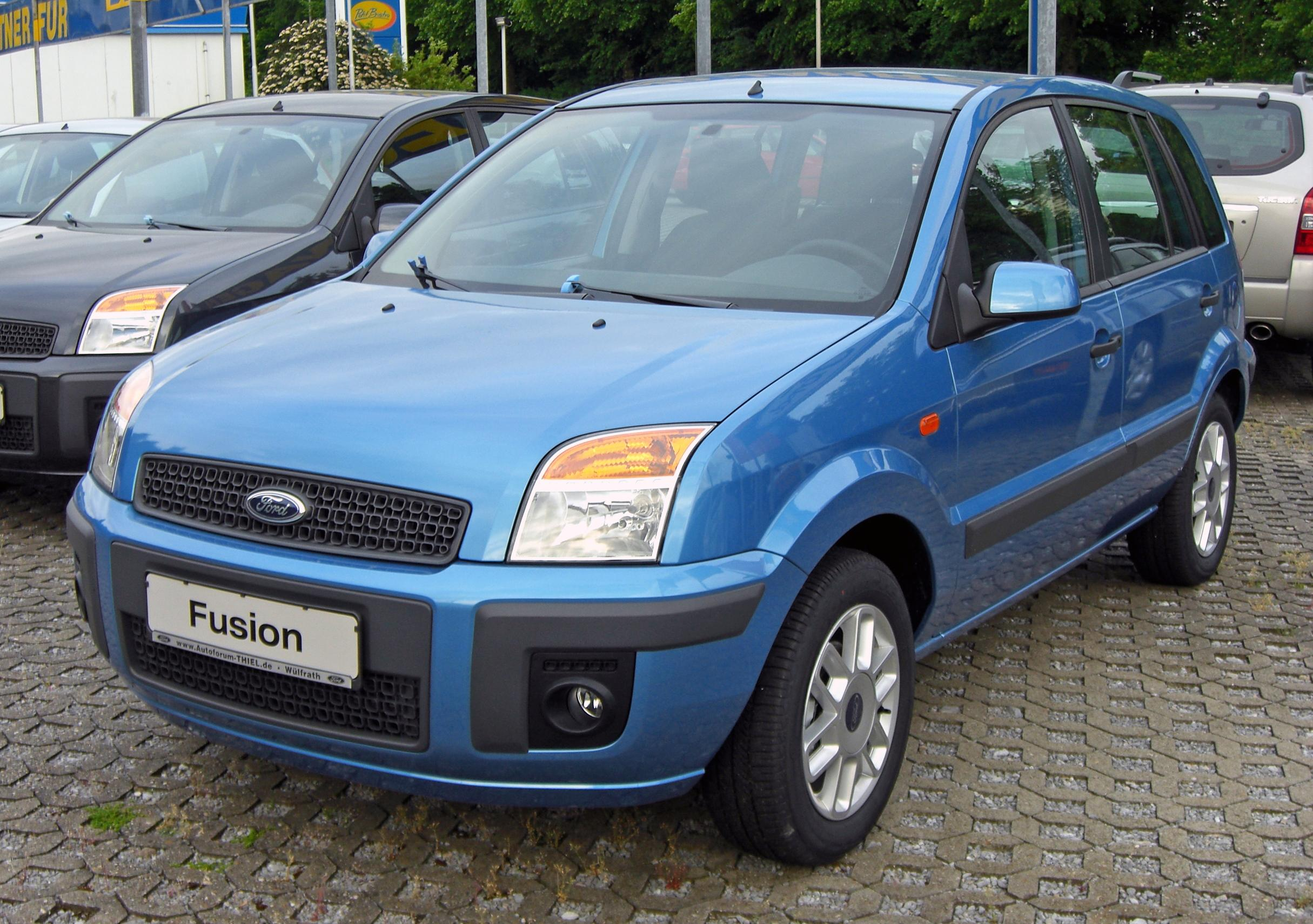
Fusion restyling

Contemporaneamente al restyling della Ford Fiesta, anche la Ford Fusion ottiene un restyling nel 2006. Si ebbero alcuni cambiamenti di stile; dal disegno degli specchietti retrovisori alle modanature delle portiere, ai gruppi ottici (sia posteriori che anteriori). In questi ultimi gli indicatori di direzione, collocati orizzontalmente nella parte superiore del faro, ottennero una colorazione arancione. Cambiarono inoltre i fendinebbia e il disegno delle prese d'aria anteriori.
Gli interni vennero fortemente rivisti: cambiò la strumentazione, mentre il quadrante da forma rettangolare divenne a forma di palpebra. I sedili anteriori diventarono leggermente più avvolgenti e il cruscotto, come per la Ford Fiesta, venne ricoperto da un pannello soffice al tatto e con una colorazione differente dalle altre plastiche utilizzate. Venne anche cambiato l'attacco stereo, ora identico a quello della Ford Focus. Anche il bagagliaio venne lievemente rifinito.
Nel 2009 cambiò in parte il nome (venne aggiunta la denominazione UAV) e si aggiunsero cromature su certe parti della carrozzeria. Dal 2012 è stata sostituita dalla B-MAX.

### Motorizzazioni
| Modello  | Disponibilità       | Motore  | Cilindrata (cm³) | Potenza        | Coppia max (Nm) | Emissioni CO2 (g/km) | 0–100 km/h (secondi) | Velocità max (km/h) | Consumo medio (km/l)  |
| 1.4 16V  | dal debutto al 2012 | Benzina | 1388             | 59 kW (80 CV)  | 124             | 154                  | 14                   | 170                 | 13                    |
| 1.6 16V  | dal debutto al 2012 | Benzina | 1596             | 74 kW (101 CV) | 146             | 157                  | 11,1                 | 178                 | 13                    |
| 1.4 16V  | dal 2010 al 2012    | GPL     | 1388             | 59 kW (80 CV)  | 124 (Benzina)   | 154 (Benzina)        | 14                   | 170                 | 13 (benzina) 11 (GPL) |
| 1.4 TDCi | dal debutto al 2010 | Diesel  | 1399             | 50 kW (68 CV)  | 160             | 122                  | 16,1                 | 164                 | 20                    |
| 1.6 TDCi | dal 2005 al 2010    | Diesel  | 1560             | 66 kW (90 CV)  | 204             | 119                  | 12,9                 | 176                 | 20                    |

### Caratteristiche tecniche
| Caratteristiche tecniche - Fusion 1.6 Zetec | Caratteristiche tecniche - Fusion 1.6 Zetec | Caratteristiche tecniche - Fusion 1.6 Zetec | Caratteristiche tecniche - Fusion 1.6 Zetec | Caratteristiche tecniche - Fusion 1.6 Zetec | Caratteristiche tecniche - Fusion 1.6 Zetec |
| Configurazione                              | Configurazione                              | Configurazione                              | Configurazione                              | Configurazione                              | Configurazione                              |
| ------------------------------------------- | ------------------------------------------- | ------------------------------------------- | ------------------------------------------- | ------------------------------------------- | ------------------------------------------- |
| Carrozzeria: Monovolume                     | Carrozzeria: Monovolume                     | Posizione motore: anteriore                 | Posizione motore: anteriore                 | Trazione: anteriore                         | Trazione: anteriore                         |
| Dimensioni e pesi                           |                                             |                                             |                                             |                                             |                                             |
| Posti totali: 5                             | Posti totali: 5                             | Bagagliaio: 337 – 1175                      | Bagagliaio: 337 – 1175                      | Serbatoio:                                  | Serbatoio:                                  |
| Meccanica                                   |                                             |                                             |                                             |                                             |                                             |
| Tipo motore: a benzina                      | Tipo motore: a benzina                      | Tipo motore: a benzina                      | Cilindrata: 1.596 cm³                       | Cilindrata: 1.596 cm³                       | Cilindrata: 1.596 cm³                       |
| Prestazioni motore                          | Potenza: 101 CV                             | Potenza: 101 CV                             | Potenza: 101 CV                             | Potenza: 101 CV                             | Potenza: 101 CV                             |
| Frizione:                                   | Frizione:                                   | Frizione:                                   | Cambio: manuale 5 marce                     | Cambio: manuale 5 marce                     | Cambio: manuale 5 marce                     |
| Prestazioni dichiarate                      |                                             |                                             |                                             |                                             |                                             |
| Consumi                                     | (a 130 km/h.): 11,8 km con 1 litro          | (a 130 km/h.): 11,8 km con 1 litro          | (a 130 km/h.): 11,8 km con 1 litro          | (a 130 km/h.): 11,8 km con 1 litro          | (a 130 km/h.): 11,8 km con 1 litro          |